# Ezana Kahsay
Ezana Kahsay (ur. 16 listopada 1994 w Asmarze) – erytrejski piłkarz występujący na pozycji napastnika, reprezentant kraju. Posiada także obywatelstwo Stanów Zjednoczonych.

## Życiorys
Jest synem Yohannesa Tesfezgiego, zaś jego wujkiem był reprezentant Erytrei, Amanuel Kahsay. Jako dziecko grał w piłkę nożną na ulicach Asmary. Gdy miał 10 lat, jego matka uciekła wraz z nim i jego młodszą siostrą do Etiopii, aby Ezana Kahsay uniknął powołania do obozu wojskowego. Rodzina trafiła do obozu dla uchodźców Shimelba, gdzie przebywała przez pięć lat. Wskutek przeludnienia obozu Kahsay w 2009 roku został przewieziony do Buffalo w Stanach Zjednoczonych. Następnie zapisał się do The International Preparatory School i grał w szkolnej drużynie piłkarskiej. Po ukończeniu szkoły przy pomocy trenera Anthony'ego Alessiego został przyjęty do uniwersytetu w Akronie. Występował w uniwersyteckiej drużynie Akron Zips, w latach 2014–2018 rozgrywając dla niej 80 spotkań i zdobywając 10 goli. W tym okresie występował także w drużynach występujących na czwartym poziomie amerykańskich rozgrywek ligowych: Portland Timbers U23, Saint Louis FC U23, Erie Commodores i Reading United, początkowo jako obrońca. Po zakończeniu gry w Akron Zips uczestniczył w SuperDrafcie MLS, ale nie został wybrany przez żaden klub. Następnie przeszedł do półamatorskiego klubu Virginia Beach City. 4 września 2019 roku zadebiutował w reprezentacji Erytrei w przegranym 1:2 spotkaniu z Namibią w ramach eliminacji do Mistrzostw Świata 2022. Za namową Tekle Ghebrelula przeprowadził się do Szwecji, gdzie zamieszkał w Örebro i przebywał na testach w BK Forward, jednak klub w związku z procedurami prawnymi nie podpisał kontraktu z Erytrejczykiem. Następnie zainteresowanie piłkarzem wykazywała Concordia Elbląg, jednak z powodu pandemii COVID-19 nie zatrudniono Kahsaya. Przed rozpoczęciem sezonu 2020/2021 został zawodnikiem czwartoligowej Victorii Żmudź. W 17 meczach ligowych Victorii zdobył 10 bramek. W sezonie 2021/2022 był piłkarzem Chełmianki Chełm, dla której zdobył 16 goli w 31 meczach w lidze. Po zakończeniu sezonu przebywał na testach w GKS Tychy. 10 lipca 2022 roku podpisał roczny kontrakt z Motorem Lublin. Wiosną 2023 roku był zawodnikiem Bałtyku Gdynia, natomiast jesienią występował w Mazovii Mińsk Mazowiecki. Przed rundą wiosenną sezonu 2023/24 przeszedł do Podlasia Biała Podlaska. Latem 2024 roku został zawodnikiem Mławianki Mława.

## Statystyki ligowe
(Stan na 12 czerwca 2024)
| Sezon         | Klub                    | Liga     | Mecze | Gole |
| ------------- | ----------------------- | -------- | ----- | ---- |
| 2015          | Portland Timbers U23    | PDL      | 2     | 0    |
| 2016          | Saint Louis FC U23      | PDL      | 12    | 3    |
| 2017          | Erie Commodores FC      | NPSL     | 12    | 6    |
| 2018          | Reading United AC       | PDL      | 8     | 2    |
| 2019          | Virginia Beach City FC  | NPSL     | 8     | 7    |
| 2020/2021     | Victoria Żmudź          | IV liga  | 17    | 10   |
| 2021/2022     | Chełmianka Chełm        | III liga | 31    | 16   |
| 2022/2023 (j) | Motor Lublin            | II liga  | 18    | 2    |
| 2022/2023 (w) | Bałtyk Gdynia           | III liga | 13    | 1    |
| 2023/2024 (j) | Mazovia Mińsk Maz.      | IV liga  |       | 4    |
| 2023/2024 (w) | Podlasie Biała Podlaska | III liga | 14    | 2    |